# 足柄下郡

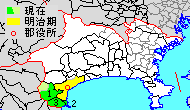
神奈川県足柄下郡の範囲（1.箱根町 2.真鶴町 3.湯河原町 薄緑：後に他郡から編入した区域）

足柄下郡（あしがらしもぐん）は、神奈川県（相模国）西部にある郡。
人口38,844人、面積140.88km²、人口密度276人/km²。（2025年5月1日、推計人口）
以下の3町を含む。
- 箱根町（はこねまち）
- 真鶴町（まなづるまち）
- 湯河原町（ゆがわらまち）

## 郡域
上記の3町以外では、現在の行政区画では概ね以下の区域に相当する。
- 小田原市（大字曽比、栢山、上曽我、曽我大沢、鬼柳、下大井を除く全域）

## 歴史
- 713年（和銅6年） - 律令時代、「好字二字の制」により足下郡と表記されることとなり、これによって「あしのしも」という読みも行われた。郡衙は小田原市内の千代廃寺付近と推定されている。

### 近代以降の沿革
- 「旧高旧領取調帳」に記載されている明治初年時点での支配は以下の通り。●は村内に寺社領が、○は寺社等の除地（領主から年貢免除の特権を与えられた土地）が存在。小竹村はかつて淘綾郡山西村の飛地で当郡に編入された新料と元来小竹村であった古料が分かれて記載されている。記載以外にも以下の地域が存在した。（1町1宿85村）
  - 箱根宿 - 小田原町・新町・新谷町は小田原藩領。三島町・芦川町は幕府領として代官・江川太郎左衛門支配所（韮山代官所）が管轄。
  - 元箱根（町や村はつかない） - 寺社領（箱根権現社地）。
  - 芦之湯（同上） - 小田原藩領。

| 知行   | 知行         | 村数     | 村名 |
| ------ | ------------ | -------- | --- |
| 幕府領 | 旗本領       | 3村      | 沼代村、小船村、○中村原 |
| 藩領   | 相模小田原藩 | 1町 80村 | ○板橋村、○風祭村、水野尾村、○入生田村、後河原村、○湯本村、湯本茶屋村、○須雲川村、○畑宿村、○塔之澤村、○大平台村、○底倉村、○早川村、○石橋村、○米神村、○根府川村、○江ノ浦村、○岩村、○真鶴村、○福浦村、○吉浜村、○門川村、鍛冶屋村、城堀村、○宮下村、○宮上村、○山王原村、○網一色村、○酒匂村、○小八幡村、●○国府津村、○前川村、○羽根尾村、○下新田村、上新田村、○鴨宮村、○矢作村、○下堀村、○中里村、○高田村、○別堀村、○田島村、●○千代村、○永塚村、○延清村、○東大友村、○西大友村、○曽我別所村、○曽我原村、○曽我谷津村、○曽我岸村、○中新田村、○飯泉村、○成田村、○桑原村、小竹村、穴部村、穴部新田、○府川村、○北ノ久保村、○今井村、○井細田村、○多古村、○中島村、○町田村、○池上村、府内堤新田、府内池戸新田、府内新宿、府内小峯、○府内渋取、○府内竹花、○府内谷津村、○荻窪村、○久野村、小田原府内、蓮正寺村、中曽根村、○飯田岡村、清水新田、新屋村、○小台村、柳新田村、○堀之内村、沼城村、○上町村、小竹村、○宮城野村 |

- 慶応4年
  - 3月19日（1868年4月11日） - 神奈川奉行が新政府軍に接収されて横浜裁判所となり、箱根宿の幕府領を管轄したが、一部事務は引き続き韮山代官所が扱った。
  - 4月20日（1868年5月12日） - 横浜裁判所が神奈川裁判所に改称。内務は管下の戸部裁判所が担当した。
  - 6月17日（1868年8月5日） - 神奈川裁判所が神奈川府に改称。
  - 6月29日（1868年8月17日） - 韮山代官所が韮山県に改組され、一部事務を引き継ぐ。
  - 徳川将軍家の府中藩への転封にともなう小田原藩の領地替えにより、箱根宿の幕府領を除く全域が小田原藩の管轄になる。
- 明治元年9月21日（1868年11月5日） - 神奈川府が神奈川県に改称。
- 明治初年 - 箱根宿が箱根駅に改称。（1町1駅85村）
- 明治4年
  - 7月14日（1871年8月29日） - 廃藩置県により、藩領が小田原県、荻野山中県の管轄となる。
  - 11月14日（1871年12月25日） - 第1次府県統合により、全域が足柄県の管轄となる。
  - 小田原府内各町が合体して小田原駅となる。（2駅85村）
- 明治8年（1875年） - 小田原駅が小田原駅幸町、小田原駅万年町、小田原駅新玉町、小田原駅緑町、小田原駅十字町に再編される。（5町1駅85村）
- 明治9年（1876年）4月18日 - 第2次府県統合により足柄県が神奈川県、静岡県に合併され、当郡は神奈川県の管轄となる[16]。
- 明治11年（1878年）
  - 7月22日 - 郡区町村編制法により行政区画としての足柄下郡が編成され、郡役所は小田原駅（現小田原市）に設置。
  - 宮上村のうち1700年（元禄13年）以来、国境論争が続いていた伊豆山権現領（字泉・稲村。年貢は小田原藩に上納）が分立して静岡県賀茂郡泉村（現：熱海市）となる。
- 明治13年（1880年） - 後河原村が入生田村に編入。（5町1駅84村）

### 町村制移行の沿革

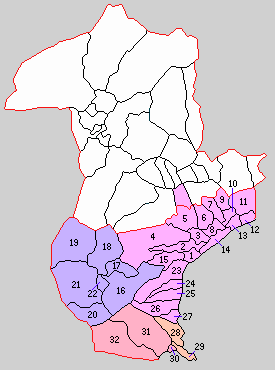
1.小田原町 2.蘆子村 3.二川村 4.久野村 5.富水村 6.豊川村 7.上府中村 8.下府中村 9.下曽我村 10.田島村 11.下中村 12.前羽村 13.国府津村 14.酒匂村 15.大窪村 16.湯本村 17.温泉村 18.宮城野村 19.仙石原村 20.箱根駅 21.元箱根村 22.芦之湯村 23.早川村 24.石橋村 25.米神村 26.根府川村 27.江ノ浦村 28.岩村 29.真鶴村 30.福浦村 31.吉浜村 32.土肥村（桃：小田原市 紫：箱根町 赤：湯河原町 橙：真鶴町）

- 明治22年（1889年）4月1日 - 町村制の施行により、以下の町村が発足。箱根駅は宿駅名のまま町制施行。仙石原村を足柄上郡から編入。（2町30村）
  - 小田原町 ← 小田原駅幸町、小田原駅万年町、小田原駅新玉町、小田原駅緑町、小田原駅十字町（現：小田原市）
  - 蘆子村 ← 荻窪村、谷津村、中島村、町田村、池上村（現：小田原市）
  - 二川村 ← 井細田村、多古村、今井村（現：小田原市）
  - 久野村（単独村制。現：小田原市）
  - 富水村 ← 蓮正寺村、中曽根村、飯田岡村、堀之内村、柳新田村、小台村、新屋村、清水新田、北窪村、府川村、穴部村、穴部新田（現：小田原市）
  - 豊川村 ← 飯泉村、成田村、桑原村（現：小田原市）
  - 上府中村 ← 高田村、千代村、永塚村、延清村、西大友村、東大友村、別堀村（現：小田原市）
  - 下府中村 ← 下堀村、中里村、矢作村、鴨宮村、上新田村、中新田村、下新田村（現：小田原市）
  - 下曽我村 ← 曽我原村、曽我別所村、曽我谷津村、曽我岸村（現：小田原市）
  - 田島村（単独村制。現：小田原市）
  - 下中村 ← 小船村、中村原、上町村、沼代村、小竹村（現：小田原市）
  - 前羽村 ← 前川村、羽根尾村（現：小田原市）
  - 国府津村（単独村制。現：小田原市）
  - 酒匂村 ← 酒匂村、小八幡村、網一色村、山王原村（現：小田原市）
  - 大窪村 ← 板橋村、水野尾村、風祭村、入生田村（現：小田原市）
  - 湯本村 ← 湯本村、湯本茶屋村、畑宿村、須雲川村、塔之澤村（現：箱根町）
  - 温泉村 ← 底倉村、大平台村（現：箱根町）
  - 宮城野村、仙石原村、箱根駅（それぞれ単独町村制。現：箱根町）
  - 元箱根村（元箱根が単独村制。現：箱根町）
  - 芦之湯村（芦之湯が単独村制。現：箱根町）
  - 早川村、石橋村、米神村、根府川村、江ノ浦村（それぞれ単独村制。現：小田原市）
  - 岩村、真鶴村（それぞれ単独村制。現：真鶴町）
  - 福浦村（単独村制。現：湯河原町）
  - 吉浜村 ← 吉浜村、鍛冶屋村（現：湯河原町）
  - 土肥村 ← 門川村、城堀村、宮上村、宮下村（現：湯河原町）
- 明治25年（1892年）10月29日 - 県治局長による内翰により、箱根駅が箱根町に改称[17]。
- 明治32年（1899年）4月1日 - 郡制を施行。
- 明治41年（1908年）4月1日 - 蘆子村・二川村・久野村・富水村が合併して足柄村が発足。（2町27村）
- 大正2年（1913年）4月1日 - 石橋村・米神村・根府川村・江ノ浦村が合併して片浦村が発足。（2町24村）
- 大正12年（1926年）4月1日 - 郡会が廃止。ただし、郡役所は残務処理のため存続。
- 大正13年（1924年）4月1日 - 国府津村が町制施行して国府津町となる。（3町23村）
- 大正15年（1926年）7月1日
  - 郡役所が廃止。以降は地域区分名称となる。
  - 土肥村が町制施行・改称して湯河原町となる。（4町22村）
- 昭和2年（1927年）10月1日（6町20村）
  - 湯本村が町制施行して湯本町となる。
  - 真鶴村が町制施行して真鶴町となる。
- 昭和15年（1940年）
  - 2月11日 - 足柄村が町制施行して足柄町となる。（7町19村）
  - 4月1日 - 吉浜村が町制を施行して吉浜町となる。（8町18村）
  - 12月20日 - 小田原町・大窪村・早川村・足柄町および酒匂村の一部（大字網一色、山王原）が合併して小田原市が発足し、郡から離脱。（6町16村）
- 昭和17年（1942年）4月1日 - 酒匂村が町制施行して酒匂町となる。（7町15村）
- 昭和23年（1948年）4月1日（7町13村）
  - 下府中村が小田原市に編入[18]。
  - 田島村が国府津町に編入[19]。
- 昭和29年（1954年）
  - 1月1日 - 箱根町・元箱根村・芦之湯村が合併し、改めて箱根町が発足[20]。（7町11村）
  - 7月15日 - 豊川村が小田原市に編入[21]。（7町10村）
  - 12月1日 - 上府中村・下曽我村・国府津町・酒匂町・片浦村が小田原市に編入[22]。（5町7村）
- 昭和30年（1955年）4月1日（5町4村）
  - 下中村・前羽村が合併して橘町が発足[23]。
  - 湯河原町・福浦村・吉浜町が合併し、改めて湯河原町が発足[24]。
- 昭和31年（1956年）9月30日（4町）
  - 湯本町・温泉村・宮城野村・仙石原村・箱根町が合併し、改めて箱根町が発足[25]。
  - 真鶴町・岩村が合併し、改めて真鶴町が発足[26]。
- 昭和46年（1971年）4月1日 - 橘町が小田原市に編入[27]。（3町）

### 変遷表
| 明治以前          | 明治元年 - 明治22年  | 明治元年 - 明治22年    | 明治22年 4月1日 町村制施行 | 明治22年 - 明治45年          | 大正元年 - 昭和19年              | 大正元年 - 昭和19年              | 昭和20年 - 昭和24年           | 昭和25年 - 昭和29年            | 昭和30年 - 昭和34年     | 昭和35年 - 現在               | 現在     |
| ----------------- | -------------------- | ---------------------- | -------------------------- | ---------------------------- | -------------------------------- | -------------------------------- | ----------------------------- | ------------------------------ | ----------------------- | ----------------------------- | -------- |
| 小田原府内各町    | 明治4年 小田原駅     | 明治8年 小田原駅幸町   | 小田原町                   | 小田原町                     | 小田原町                         | 昭和15年12月20日 小田原市        | 小田原市                      | 小田原市                       | 小田原市                | 小田原市                      | 小田原市 |
| 小田原府内各町    | 明治4年 小田原駅     | 明治8年 小田原駅万年町 | 小田原町                   | 小田原町                     | 小田原町                         | 昭和15年12月20日 小田原市        | 小田原市                      | 小田原市                       | 小田原市                | 小田原市                      | 小田原市 |
| 小田原府内各町    | 明治4年 小田原駅     | 明治8年 小田原駅新玉町 | 小田原町                   | 小田原町                     | 小田原町                         | 昭和15年12月20日 小田原市        | 小田原市                      | 小田原市                       | 小田原市                | 小田原市                      | 小田原市 |
| 小田原府内各町    | 明治4年 小田原駅     | 明治8年 小田原駅緑町   | 小田原町                   | 小田原町                     | 小田原町                         | 昭和15年12月20日 小田原市        | 小田原市                      | 小田原市                       | 小田原市                | 小田原市                      | 小田原市 |
| 小田原府内各町    | 明治4年 小田原駅     | 明治8年 小田原駅十字町 | 小田原町                   | 小田原町                     | 小田原町                         | 昭和15年12月20日 小田原市        | 小田原市                      | 小田原市                       | 小田原市                | 小田原市                      | 小田原市 |
| 久野村            | 久野村               | 久野村                 | 久野村                     | 明治41年4月1日 足柄村        | 昭和15年2月11日 町制 足柄町      | 昭和15年12月20日 小田原市        | 小田原市                      | 小田原市                       | 小田原市                | 小田原市                      | 小田原市 |
| 谷津村            | 谷津村               | 谷津村                 | 蘆子村                     | 明治41年4月1日 足柄村        | 昭和15年2月11日 町制 足柄町      | 昭和15年12月20日 小田原市        | 小田原市                      | 小田原市                       | 小田原市                | 小田原市                      | 小田原市 |
| 荻窪村            | 荻窪村               | 荻窪村                 | 蘆子村                     | 明治41年4月1日 足柄村        | 昭和15年2月11日 町制 足柄町      | 昭和15年12月20日 小田原市        | 小田原市                      | 小田原市                       | 小田原市                | 小田原市                      | 小田原市 |
| 中島村            | 中島村               | 中島村                 | 蘆子村                     | 明治41年4月1日 足柄村        | 昭和15年2月11日 町制 足柄町      | 昭和15年12月20日 小田原市        | 小田原市                      | 小田原市                       | 小田原市                | 小田原市                      | 小田原市 |
| 町田村            | 町田村               | 町田村                 | 蘆子村                     | 明治41年4月1日 足柄村        | 昭和15年2月11日 町制 足柄町      | 昭和15年12月20日 小田原市        | 小田原市                      | 小田原市                       | 小田原市                | 小田原市                      | 小田原市 |
| 池上村            | 池上村               | 池上村                 | 蘆子村                     | 明治41年4月1日 足柄村        | 昭和15年2月11日 町制 足柄町      | 昭和15年12月20日 小田原市        | 小田原市                      | 小田原市                       | 小田原市                | 小田原市                      | 小田原市 |
| 井細田村          | 井細田村             | 井細田村               | 二川村                     | 明治41年4月1日 足柄村        | 昭和15年2月11日 町制 足柄町      | 昭和15年12月20日 小田原市        | 小田原市                      | 小田原市                       | 小田原市                | 小田原市                      | 小田原市 |
| 多古村            | 多古村               | 多古村                 | 二川村                     | 明治41年4月1日 足柄村        | 昭和15年2月11日 町制 足柄町      | 昭和15年12月20日 小田原市        | 小田原市                      | 小田原市                       | 小田原市                | 小田原市                      | 小田原市 |
| 今井村            | 今井村               | 今井村                 | 二川村                     | 明治41年4月1日 足柄村        | 昭和15年2月11日 町制 足柄町      | 昭和15年12月20日 小田原市        | 小田原市                      | 小田原市                       | 小田原市                | 小田原市                      | 小田原市 |
| 蓮正寺村          | 蓮正寺村             | 蓮正寺村               | 富水村                     | 明治41年4月1日 足柄村        | 昭和15年2月11日 町制 足柄町      | 昭和15年12月20日 小田原市        | 小田原市                      | 小田原市                       | 小田原市                | 小田原市                      | 小田原市 |
| 中曽根村          | 中曽根村             | 中曽根村               | 富水村                     | 明治41年4月1日 足柄村        | 昭和15年2月11日 町制 足柄町      | 昭和15年12月20日 小田原市        | 小田原市                      | 小田原市                       | 小田原市                | 小田原市                      | 小田原市 |
| 飯田岡村          | 飯田岡村             | 飯田岡村               | 富水村                     | 明治41年4月1日 足柄村        | 昭和15年2月11日 町制 足柄町      | 昭和15年12月20日 小田原市        | 小田原市                      | 小田原市                       | 小田原市                | 小田原市                      | 小田原市 |
| 堀之内村          | 堀之内村             | 堀之内村               | 富水村                     | 明治41年4月1日 足柄村        | 昭和15年2月11日 町制 足柄町      | 昭和15年12月20日 小田原市        | 小田原市                      | 小田原市                       | 小田原市                | 小田原市                      | 小田原市 |
| 柳新田村          | 柳新田村             | 柳新田村               | 富水村                     | 明治41年4月1日 足柄村        | 昭和15年2月11日 町制 足柄町      | 昭和15年12月20日 小田原市        | 小田原市                      | 小田原市                       | 小田原市                | 小田原市                      | 小田原市 |
| 小台村            | 小台村               | 小台村                 | 富水村                     | 明治41年4月1日 足柄村        | 昭和15年2月11日 町制 足柄町      | 昭和15年12月20日 小田原市        | 小田原市                      | 小田原市                       | 小田原市                | 小田原市                      | 小田原市 |
| 新屋村            | 新屋村               | 新屋村                 | 富水村                     | 明治41年4月1日 足柄村        | 昭和15年2月11日 町制 足柄町      | 昭和15年12月20日 小田原市        | 小田原市                      | 小田原市                       | 小田原市                | 小田原市                      | 小田原市 |
| 清水新田          | 清水新田             | 清水新田               | 富水村                     | 明治41年4月1日 足柄村        | 昭和15年2月11日 町制 足柄町      | 昭和15年12月20日 小田原市        | 小田原市                      | 小田原市                       | 小田原市                | 小田原市                      | 小田原市 |
| 北窪村            | 北窪村               | 北窪村                 | 富水村                     | 明治41年4月1日 足柄村        | 昭和15年2月11日 町制 足柄町      | 昭和15年12月20日 小田原市        | 小田原市                      | 小田原市                       | 小田原市                | 小田原市                      | 小田原市 |
| 府川村            | 府川村               | 府川村                 | 富水村                     | 明治41年4月1日 足柄村        | 昭和15年2月11日 町制 足柄町      | 昭和15年12月20日 小田原市        | 小田原市                      | 小田原市                       | 小田原市                | 小田原市                      | 小田原市 |
| 穴部村            | 穴部村               | 穴部村                 | 富水村                     | 明治41年4月1日 足柄村        | 昭和15年2月11日 町制 足柄町      | 昭和15年12月20日 小田原市        | 小田原市                      | 小田原市                       | 小田原市                | 小田原市                      | 小田原市 |
| 穴部新田          | 穴部新田             | 穴部新田               | 富水村                     | 明治41年4月1日 足柄村        | 昭和15年2月11日 町制 足柄町      | 昭和15年12月20日 小田原市        | 小田原市                      | 小田原市                       | 小田原市                | 小田原市                      | 小田原市 |
| 板橋村            | 板橋村               | 板橋村                 | 大窪村                     | 大窪村                       | 大窪村                           | 昭和15年12月20日 小田原市        | 小田原市                      | 小田原市                       | 小田原市                | 小田原市                      | 小田原市 |
| 水野尾村          | 水野尾村             | 水野尾村               | 大窪村                     | 大窪村                       | 大窪村                           | 昭和15年12月20日 小田原市        | 小田原市                      | 小田原市                       | 小田原市                | 小田原市                      | 小田原市 |
| 風祭村            | 風祭村               | 風祭村                 | 大窪村                     | 大窪村                       | 大窪村                           | 昭和15年12月20日 小田原市        | 小田原市                      | 小田原市                       | 小田原市                | 小田原市                      | 小田原市 |
| 入生田村          | 入生田村             | 明治13年 入生田村      | 大窪村                     | 大窪村                       | 大窪村                           | 昭和15年12月20日 小田原市        | 小田原市                      | 小田原市                       | 小田原市                | 小田原市                      | 小田原市 |
| 後河原村          | 後河原村             | 明治13年 入生田村      | 大窪村                     | 大窪村                       | 大窪村                           | 昭和15年12月20日 小田原市        | 小田原市                      | 小田原市                       | 小田原市                | 小田原市                      | 小田原市 |
| 早川村            | 早川村               | 早川村                 | 早川村                     | 早川村                       | 早川村                           | 昭和15年12月20日 小田原市        | 小田原市                      | 小田原市                       | 小田原市                | 小田原市                      | 小田原市 |
| 網一色村          | 網一色村             | 網一色村               | 酒匂村                     | 酒匂村                       | 酒匂村                           | 昭和15年12月20日 小田原市        | 小田原市                      | 小田原市                       | 小田原市                | 小田原市                      | 小田原市 |
| 山王原村          | 山王原村             | 山王原村               | 酒匂村                     | 酒匂村                       | 酒匂村                           | 昭和15年12月20日 小田原市        | 小田原市                      | 小田原市                       | 小田原市                | 小田原市                      | 小田原市 |
| 酒匂村            | 酒匂村               | 酒匂村                 | 酒匂村                     | 酒匂村                       | 酒匂村                           | 昭和17年4月1日 町制 酒匂町       | 酒匂町                        | 昭和29年12月1日 小田原市に編入 | 小田原市                | 小田原市                      | 小田原市 |
| 小八幡村          | 小八幡村             | 小八幡村               | 酒匂村                     | 酒匂村                       | 酒匂村                           | 昭和17年4月1日 町制 酒匂町       | 酒匂町                        | 昭和29年12月1日 小田原市に編入 | 小田原市                | 小田原市                      | 小田原市 |
| 国府津村          | 国府津村             | 国府津村               | 国府津村                   | 国府津村                     | 大正13年4月1日 町制 国府津町     | 大正13年4月1日 町制 国府津町     | 国府津町                      | 昭和29年12月1日 小田原市に編入 | 小田原市                | 小田原市                      | 小田原市 |
| 田島村            | 田島村               | 田島村                 | 田島村                     | 田島村                       | 田島村                           | 田島村                           | 昭和23年4月1日 国府津町に編入 | 昭和29年12月1日 小田原市に編入 | 小田原市                | 小田原市                      | 小田原市 |
| 石橋村            | 石橋村               | 石橋村                 | 石橋村                     | 石橋村                       | 大正2年4月1日 片浦村             | 大正2年4月1日 片浦村             | 片浦村                        | 昭和29年12月1日 小田原市に編入 | 小田原市                | 小田原市                      | 小田原市 |
| 米神村            | 米神村               | 米神村                 | 米神村                     | 米神村                       | 大正2年4月1日 片浦村             | 大正2年4月1日 片浦村             | 片浦村                        | 昭和29年12月1日 小田原市に編入 | 小田原市                | 小田原市                      | 小田原市 |
| 根府川村          | 根府川村             | 根府川村               | 根府川村                   | 根府川村                     | 大正2年4月1日 片浦村             | 大正2年4月1日 片浦村             | 片浦村                        | 昭和29年12月1日 小田原市に編入 | 小田原市                | 小田原市                      | 小田原市 |
| 江ノ浦村          | 江ノ浦村             | 江ノ浦村               | 江ノ浦村                   | 江ノ浦村                     | 大正2年4月1日 片浦村             | 大正2年4月1日 片浦村             | 片浦村                        | 昭和29年12月1日 小田原市に編入 | 小田原市                | 小田原市                      | 小田原市 |
| 曽我原村          | 曽我原村             | 曽我原村               | 下曽我村                   | 下曽我村                     | 下曽我村                         | 下曽我村                         | 下曽我村                      | 昭和29年12月1日 小田原市に編入 | 小田原市                | 小田原市                      | 小田原市 |
| 曽我別所村        | 曽我別所村           | 曽我別所村             | 下曽我村                   | 下曽我村                     | 下曽我村                         | 下曽我村                         | 下曽我村                      | 昭和29年12月1日 小田原市に編入 | 小田原市                | 小田原市                      | 小田原市 |
| 曽我谷津村        | 曽我谷津村           | 曽我谷津村             | 下曽我村                   | 下曽我村                     | 下曽我村                         | 下曽我村                         | 下曽我村                      | 昭和29年12月1日 小田原市に編入 | 小田原市                | 小田原市                      | 小田原市 |
| 曽我岸村          | 曽我岸村             | 曽我岸村               | 下曽我村                   | 下曽我村                     | 下曽我村                         | 下曽我村                         | 下曽我村                      | 昭和29年12月1日 小田原市に編入 | 小田原市                | 小田原市                      | 小田原市 |
| 高田村            | 高田村               | 高田村                 | 上府中村                   | 上府中村                     | 上府中村                         | 上府中村                         | 上府中村                      | 昭和29年12月1日 小田原市に編入 | 小田原市                | 小田原市                      | 小田原市 |
| 千代村            | 千代村               | 千代村                 | 上府中村                   | 上府中村                     | 上府中村                         | 上府中村                         | 上府中村                      | 昭和29年12月1日 小田原市に編入 | 小田原市                | 小田原市                      | 小田原市 |
| 永塚村            | 永塚村               | 永塚村                 | 上府中村                   | 上府中村                     | 上府中村                         | 上府中村                         | 上府中村                      | 昭和29年12月1日 小田原市に編入 | 小田原市                | 小田原市                      | 小田原市 |
| 延清村            | 延清村               | 延清村                 | 上府中村                   | 上府中村                     | 上府中村                         | 上府中村                         | 上府中村                      | 昭和29年12月1日 小田原市に編入 | 小田原市                | 小田原市                      | 小田原市 |
| 西大友村          | 西大友村             | 西大友村               | 上府中村                   | 上府中村                     | 上府中村                         | 上府中村                         | 上府中村                      | 昭和29年12月1日 小田原市に編入 | 小田原市                | 小田原市                      | 小田原市 |
| 東大友村          | 東大友村             | 東大友村               | 上府中村                   | 上府中村                     | 上府中村                         | 上府中村                         | 上府中村                      | 昭和29年12月1日 小田原市に編入 | 小田原市                | 小田原市                      | 小田原市 |
| 別堀村            | 別堀村               | 別堀村                 | 上府中村                   | 上府中村                     | 上府中村                         | 上府中村                         | 上府中村                      | 昭和29年12月1日 小田原市に編入 | 小田原市                | 小田原市                      | 小田原市 |
| 下堀村            | 下堀村               | 下堀村                 | 下府中村                   | 下府中村                     | 下府中村                         | 下府中村                         | 昭和23年4月1日 小田原市に編入 | 小田原市                       | 小田原市                | 小田原市                      | 小田原市 |
| 中里村            | 中里村               | 中里村                 | 下府中村                   | 下府中村                     | 下府中村                         | 下府中村                         | 昭和23年4月1日 小田原市に編入 | 小田原市                       | 小田原市                | 小田原市                      | 小田原市 |
| 矢作村            | 矢作村               | 矢作村                 | 下府中村                   | 下府中村                     | 下府中村                         | 下府中村                         | 昭和23年4月1日 小田原市に編入 | 小田原市                       | 小田原市                | 小田原市                      | 小田原市 |
| 鴨宮村            | 鴨宮村               | 鴨宮村                 | 下府中村                   | 下府中村                     | 下府中村                         | 下府中村                         | 昭和23年4月1日 小田原市に編入 | 小田原市                       | 小田原市                | 小田原市                      | 小田原市 |
| 上新田村          | 上新田村             | 上新田村               | 下府中村                   | 下府中村                     | 下府中村                         | 下府中村                         | 昭和23年4月1日 小田原市に編入 | 小田原市                       | 小田原市                | 小田原市                      | 小田原市 |
| 中新田村          | 中新田村             | 中新田村               | 下府中村                   | 下府中村                     | 下府中村                         | 下府中村                         | 昭和23年4月1日 小田原市に編入 | 小田原市                       | 小田原市                | 小田原市                      | 小田原市 |
| 下新田村          | 下新田村             | 下新田村               | 下府中村                   | 下府中村                     | 下府中村                         | 下府中村                         | 昭和23年4月1日 小田原市に編入 | 小田原市                       | 小田原市                | 小田原市                      | 小田原市 |
| 飯泉村            | 飯泉村               | 飯泉村                 | 豊川村                     | 豊川村                       | 豊川村                           | 豊川村                           | 豊川村                        | 昭和29年7月15日 小田原市に編入 | 小田原市                | 小田原市                      | 小田原市 |
| 成田村            | 成田村               | 成田村                 | 豊川村                     | 豊川村                       | 豊川村                           | 豊川村                           | 豊川村                        | 昭和29年7月15日 小田原市に編入 | 小田原市                | 小田原市                      | 小田原市 |
| 桑原村            | 桑原村               | 桑原村                 | 豊川村                     | 豊川村                       | 豊川村                           | 豊川村                           | 豊川村                        | 昭和29年7月15日 小田原市に編入 | 小田原市                | 小田原市                      | 小田原市 |
| 小船村            | 小船村               | 小船村                 | 下中村                     | 下中村                       | 下中村                           | 下中村                           | 下中村                        | 下中村                         | 昭和30年4月1日 橘町     | 昭和46年4月1日 小田原市に編入 | 小田原市 |
| 中村原            | 中村原               | 中村原                 | 下中村                     | 下中村                       | 下中村                           | 下中村                           | 下中村                        | 下中村                         | 昭和30年4月1日 橘町     | 昭和46年4月1日 小田原市に編入 | 小田原市 |
| 上町村            | 上町村               | 上町村                 | 下中村                     | 下中村                       | 下中村                           | 下中村                           | 下中村                        | 下中村                         | 昭和30年4月1日 橘町     | 昭和46年4月1日 小田原市に編入 | 小田原市 |
| 沼代村            | 沼代村               | 沼代村                 | 下中村                     | 下中村                       | 下中村                           | 下中村                           | 下中村                        | 下中村                         | 昭和30年4月1日 橘町     | 昭和46年4月1日 小田原市に編入 | 小田原市 |
| 小竹村            | 小竹村               | 小竹村                 | 下中村                     | 下中村                       | 下中村                           | 下中村                           | 下中村                        | 下中村                         | 昭和30年4月1日 橘町     | 昭和46年4月1日 小田原市に編入 | 小田原市 |
| 前川村            | 前川村               | 前川村                 | 前羽村                     | 前羽村                       | 前羽村                           | 前羽村                           | 前羽村                        | 前羽村                         | 昭和30年4月1日 橘町     | 昭和46年4月1日 小田原市に編入 | 小田原市 |
| 羽根尾村          | 羽根尾村             | 羽根尾村               | 前羽村                     | 前羽村                       | 前羽村                           | 前羽村                           | 前羽村                        | 前羽村                         | 昭和30年4月1日 橘町     | 昭和46年4月1日 小田原市に編入 | 小田原市 |
| 門川村            | 門川村               | 門川村                 | 土肥村                     | 土肥村                       | 大正15年7月1日 町制改称 湯河原町 | 大正15年7月1日 町制改称 湯河原町 | 湯河原町                      | 湯河原町                       | 昭和30年4月1日 湯河原町 | 湯河原町                      | 湯河原町 |
| 城堀村            | 城堀村               | 城堀村                 | 土肥村                     | 土肥村                       | 大正15年7月1日 町制改称 湯河原町 | 大正15年7月1日 町制改称 湯河原町 | 湯河原町                      | 湯河原町                       | 昭和30年4月1日 湯河原町 | 湯河原町                      | 湯河原町 |
| 宮上村            | 宮上村               | 宮上村                 | 土肥村                     | 土肥村                       | 大正15年7月1日 町制改称 湯河原町 | 大正15年7月1日 町制改称 湯河原町 | 湯河原町                      | 湯河原町                       | 昭和30年4月1日 湯河原町 | 湯河原町                      | 湯河原町 |
| 宮下村            | 宮下村               | 宮下村                 | 土肥村                     | 土肥村                       | 大正15年7月1日 町制改称 湯河原町 | 大正15年7月1日 町制改称 湯河原町 | 湯河原町                      | 湯河原町                       | 昭和30年4月1日 湯河原町 | 湯河原町                      | 湯河原町 |
| 吉浜村            | 吉浜村               | 吉浜村                 | 吉浜村                     | 吉浜村                       | 昭和15年4月1日 町制 吉浜町       | 昭和15年4月1日 町制 吉浜町       | 吉浜町                        | 吉浜町                         | 昭和30年4月1日 湯河原町 | 湯河原町                      | 湯河原町 |
| 鍛冶屋村          | 鍛冶屋村             | 鍛冶屋村               | 吉浜村                     | 吉浜村                       | 昭和15年4月1日 町制 吉浜町       | 昭和15年4月1日 町制 吉浜町       | 吉浜町                        | 吉浜町                         | 昭和30年4月1日 湯河原町 | 湯河原町                      | 湯河原町 |
| 福浦村            | 福浦村               | 福浦村                 | 福浦村                     | 福浦村                       | 福浦村                           | 福浦村                           | 福浦村                        | 福浦村                         | 昭和30年4月1日 湯河原町 | 湯河原町                      | 湯河原町 |
| 真鶴村            | 真鶴村               | 真鶴村                 | 真鶴村                     | 真鶴村                       | 昭和2年10月1日 町制 真鶴町       | 昭和2年10月1日 町制 真鶴町       | 真鶴町                        | 真鶴町                         | 昭和31年9月30日 真鶴町  | 真鶴町                        | 真鶴町   |
| 岩村              | 岩村                 | 岩村                   | 岩村                       | 岩村                         | 岩村                             | 岩村                             | 岩村                          | 岩村                           | 昭和31年9月30日 真鶴町  | 真鶴町                        | 真鶴町   |
| 箱根宿            | 明治初年 改称 箱根駅 | 明治初年 改称 箱根駅   | 箱根駅                     | 明治25年10月29日 改称 箱根町 | 箱根町                           | 箱根町                           | 箱根町                        | 昭和29年1月1日 箱根町          | 昭和31年9月30日 箱根町  | 箱根町                        | 箱根町   |
| 元箱根            | 元箱根               | 元箱根                 | 元箱根村                   | 元箱根村                     | 元箱根村                         | 元箱根村                         | 元箱根村                      | 昭和29年1月1日 箱根町          | 昭和31年9月30日 箱根町  | 箱根町                        | 箱根町   |
| 芦之湯            | 芦之湯               | 芦之湯                 | 芦之湯村                   | 芦之湯村                     | 芦之湯村                         | 芦之湯村                         | 芦之湯村                      | 昭和29年1月1日 箱根町          | 昭和31年9月30日 箱根町  | 箱根町                        | 箱根町   |
| 湯本村            | 湯本村               | 湯本村                 | 湯本村                     | 湯本村                       | 昭和2年10月1日 町制 湯本町       | 昭和2年10月1日 町制 湯本町       | 湯本町                        | 湯本町                         | 昭和31年9月30日 箱根町  | 箱根町                        | 箱根町   |
| 湯本茶屋村        | 湯本茶屋村           | 湯本茶屋村             | 湯本村                     | 湯本村                       | 昭和2年10月1日 町制 湯本町       | 昭和2年10月1日 町制 湯本町       | 湯本町                        | 湯本町                         | 昭和31年9月30日 箱根町  | 箱根町                        | 箱根町   |
| 畑宿村            | 畑宿村               | 畑宿村                 | 湯本村                     | 湯本村                       | 昭和2年10月1日 町制 湯本町       | 昭和2年10月1日 町制 湯本町       | 湯本町                        | 湯本町                         | 昭和31年9月30日 箱根町  | 箱根町                        | 箱根町   |
| 須雲川村          | 須雲川村             | 須雲川村               | 湯本村                     | 湯本村                       | 昭和2年10月1日 町制 湯本町       | 昭和2年10月1日 町制 湯本町       | 湯本町                        | 湯本町                         | 昭和31年9月30日 箱根町  | 箱根町                        | 箱根町   |
| 塔之澤村          | 塔之澤村             | 塔之澤村               | 湯本村                     | 湯本村                       | 昭和2年10月1日 町制 湯本町       | 昭和2年10月1日 町制 湯本町       | 湯本町                        | 湯本町                         | 昭和31年9月30日 箱根町  | 箱根町                        | 箱根町   |
| 底倉村            | 底倉村               | 底倉村                 | 温泉村                     | 温泉村                       | 温泉村                           | 温泉村                           | 温泉村                        | 温泉村                         | 昭和31年9月30日 箱根町  | 箱根町                        | 箱根町   |
| 大平台村          | 大平台村             | 大平台村               | 温泉村                     | 温泉村                       | 温泉村                           | 温泉村                           | 温泉村                        | 温泉村                         | 昭和31年9月30日 箱根町  | 箱根町                        | 箱根町   |
| 宮城野村          | 宮城野村             | 宮城野村               | 宮城野村                   | 宮城野村                     | 宮城野村                         | 宮城野村                         | 宮城野村                      | 宮城野村                       | 昭和31年9月30日 箱根町  | 箱根町                        | 箱根町   |
| 足柄上郡 仙石原村 | 足柄上郡 仙石原村    | 足柄上郡 仙石原村      | 仙石原村                   | 仙石原村                     | 仙石原村                         | 仙石原村                         | 仙石原村                      | 仙石原村                       | 昭和31年9月30日 箱根町  | 箱根町                        | 箱根町   |

## 行政
歴代郡長
『神奈川県史 別編1 人物』による。
| 代 | 氏名       | 就任年月日                 | 退任年月日                | 備考                   |
| -- | ---------- | -------------------------- | ------------------------- | ---------------------- |
| 1  | 内山寛五郎 | 明治11年（1878年）11月18日 | 明治15年（1882年）3月     |                        |
| 2  | 関重麿     | 明治15年（1882年）5月      | 明治19年（1886年）9月     |                        |
| 3  | 中村舜次郎 | 明治19年（1886年）9月      | 明治24年（1891年）11月    |                        |
| 4  | 吉野十郎   | 明治28年（1895年）6月      |                           |                        |
| 5  | 曽根盛鎮   | 明治33年（1900年）12月     |                           |                        |
| 6  | 白根鼎三   |                            |                           |                        |
| 7  | 樋口忠五郎 | 明治35年（1902年）4月      |                           |                        |
| 8  | 石川疏     |                            | 明治45年（1912年）5月     |                        |
| 9  | 菊地芳二   | 明治45年（1912年）5月      | 大正12年（1923年）2月     |                        |
| 10 | 吉野勝     |                            | 大正13年（1924年）12月    |                        |
| 11 | 伊藤龍雄   |                            | 大正15年（1926年）6月30日 | 郡役所廃止により、廃官 |

## 関連文献
- 『足柄下郡史』足柄下郡教育会、1929年。NDLJP:1174054。
- 神奈川県県民部県史編集室 編『神奈川県史 別編1 人物』神奈川県、1983年。
- 「角川日本地名大辞典」編纂委員会 編『角川日本地名大辞典』 14 神奈川県、角川書店、1984年6月1日。ISBN 4040011406。
- 旧高旧領取調帳データベース